# Soundart
Soundart (gestileerd als SoundArt) is een dvd van Steve Jolliffe.
Jolliffe verzorgde in 2013 een videopresentatie in Oxford, The Jam Factory. Hij presenteerde daarbij zijn grafische kunst in combinatie met zijn muziek. De dvd is een weergave daarvan.

## Musici
- Steve Jolliffe – alle (elektronische) muziekinstrumenten

## Muziek
| Nr. | Titel    | Duur  |
| --- | -------- | ----- |
| 1.  | SoundArt | 55:00 |